# BYD Tang L

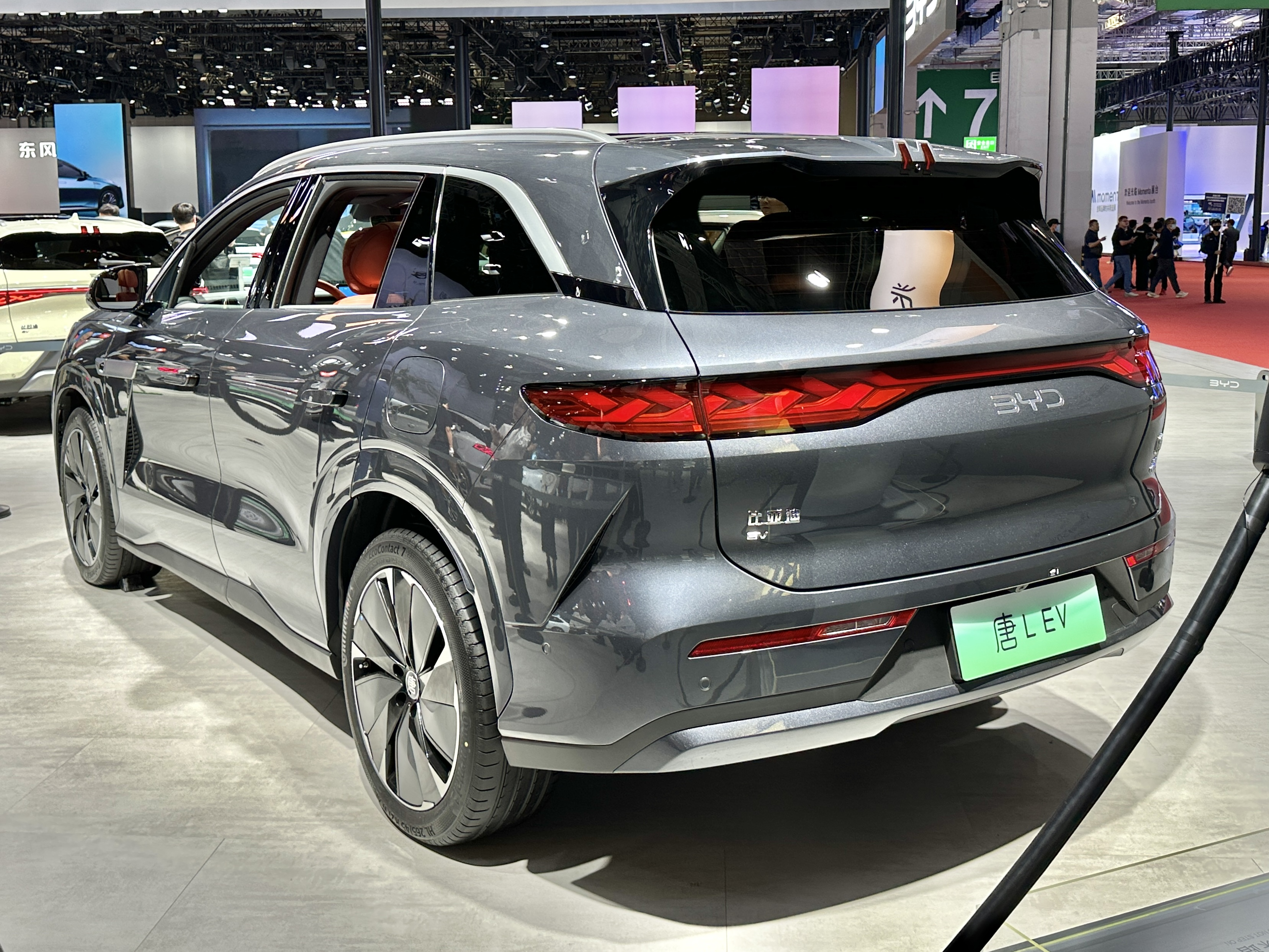
Heckansicht

Der BYD Tang L ist ein Sport Utility Vehicle des Herstellers BYD.

## Geschichte
Am 13. Januar 2025 zertifizierte und genehmigte das chinesische Ministerium für Industrie und Informationstechnologie (MIIT) die Massenproduktion des BYD Tang L, des Flaggschiff-Crossovers der Dynasty-Reihe. Der Verkauf startete in China im April 2025.

## Technische Daten
Der Tang L ist ein mittelgroßes SUV mit sechs oder sieben Sitzen und nutzt die Super e-Platform von BYD. Es wird der Blade-Akku verwendet, der ein Lithium-Eisenphosphat-Akkumulator ist. Die Akkus haben die Laderate von 8,4C. Das Auto kann in fünf Minuten 370 km nachladen. Das Aufladen von 10 auf 70 Prozent soll sechs Minuten dauern. Der Akku hat eine Kapazität von 100,5 kWh und kann eine Ladeleistung von 1000 kW (1000 V und 1000 A) aufnehmen. Die Motorleistung liegt bei 580 kW für die Heckantriebs-Version und 810 kW für den Allradantrieb. Das Auto verfügt standardmäßig über das Fahrassistenzsystem God’s Eye B von BYD. Die Beschleunigung von 0 auf 100 km/h liegt bei 3,9 Sekunden für die Allrad-Version. Die Reichweite liegt bei 670 km für die Hinterrad-Version und 600 km für die Allrad-Version. Neben der vollelektrischen Version gibt es das Auto noch als Plug-in-Hybrid. Diese Version beschleunigt in 4,3 Sekunden von 0 auf 100 km/h. Sie hat ein 35,62 kWh große Batterie, welche eine rein elektrische Reichweite von bis zu 215 km ermöglicht.